# Димитър Илиев (автомобилен състезател)
Вижте пояснителната страница за други личности с името Димитър Илиев.
Димитър Владимиров Илиев е популярен български автомобилен рали пилот, осемкратен шампион в българския рали шампионат (2000, 2001, 2006, 2007, 2008, 2011, 2012 и 2013 г.), министър на младежта и спорта в редовното правителство на Николай Денков.
Димитър Илиев е един от тримата българи, печелили най-престижното автомобилно състезание в страната – Рали България през 2007 година (победители са още Илия Чубриков – 1971 и Крум Дончев – 2008). Състезава се в Европейския рали шампионат за тима на „БТК ADSL Рали Тим“ (по-късно преименуван на ВИВАКОМ Рали Тим), със състезателен автомобил Мицубиши Лансер Ево 9, Група N. От сезон 2010 екипа използва състезателен автомобил – Шкода Фабия S2000.
На 24 ноември 2013 година, по време на предаването посветено на голямата награда на Формула 1 в Бразилия, Илиев обявява отказването си от рали спорта, въпреки това, той участва само на някой състезания от Българския рали шампионат и Българския рали-спринт шампионат.
На 10 февруари 2014, състезателният му автомобил – Шкода Фабия S2000 е продаден на един от най-добрите пилоти в Европа – Фреди Лоикс.
Навигатор му е Янаки Янакиев.

## Биография
Димитър Илиев е роден на 2 август 1975 година в София, България.
Син е на известния автомобилист Владимир Илиев (бивш национален състезател, главен асистент и преподавател в НСА и мениджър на Iliev Rally Team).
Завършва средното си образование в Професионална гимназия по транспорт, а през 1998 г. и висше в Националната спортна академия, специалност „Автомобилизъм“.

## Спортна кариера
Димитър Илиев започва своята кариера през 1994 година. Състезава се в Българския крос-рали шампионат, като още през 1995 година успява да стане шампион.
През 1995 година участва със състезателен автомобил Фолксваген Голф 2.
Неговите качества започват да се проявяват още през 1996 година завършва 4-ти в крайното класиране в Българския шампионат, трети в клас F2, става 3-ти в Българския шампионат за туристически автомобили и 2-ри в крайното класиране на Българския крос-рали шампионат, като се състезава с автомобил Форд Ескорт. Множеството инциденти, които се случват през сезона карат Илиев да сменя постоянно Форд-а с Фолксвагена от предишната година и обратно, което в крайна сметка го лишава от по-предно класиране в шампионата.
През 1997 година завършва на 4-то място в крайното класиране на Българския шампионат за
туристически автомобили.
През 1998 година се класира на 5-о място в крайното класиране в Българския шампионат за
туристически автомобили, 6-и в крайното класиране на Българския рали шампионат и става 2-ри в група F-2
1999 година е разочароваща за младия пилот. Участва в Рали Албена, със състезателен автомобил Пежо 306 Maxi, но претърпява състезателен инцидент и отпада от състезанието. До края на годината екипажа не участва в други състезания, но работи усилено по своята подготовка, което дава резултати през следващата година.
В началото на 2000 година екипа на BAMS Motors и екипажа Димитър Илиев и неговият навигатор Петър Сивов печелят 30-о, юбилейно издание на Рали „Хеброс“, с автомобил Пежо 306 Maxi. За първи път става носител на Източноевропейската купа на ФИА.
През 2001 година отново става първи в Националния рали шампионат, прави дубъл, печелейки повторно Източноевропейската купа на ФИА.
През 2002 година, Илиев става първият български екипаж, участник в Световния рали шампионат (WRC), версия PWRC, където
заема няколко престижни класирания:
- Рали „Швеция“ – 7-о място
- Рали „Корсика“ Франция – 2-ро място
- Рали „Кипър“ – 4-то място

В крайното класиране завършва на 8-о място в крайното класиране на своя клас.
През 2003 година участва в световния рали шампионат за младежи – JWRC, като кара в легендарното Рали „Сан Ремо“ – Италия, като завършва на престижното 3-то място.
Участва в националния рали шампионат през 2004 година (клас N4). Завършва на 2-ро място за Източноевропейска купа.
2005 година става втори в Националния рали шампионат. Победител е в ралитата – „Виктори – София“, второ място в Рали „Хеброс“, трето в Рали „Траянови врата“.
През 2006 година отново става Шампион на България, спечелва и Източноевропейската купа както и става Балкански шампион.
Заема престижното 3-то място в генералното класиране за Европейския рали шампионат.
2007 година е отново шампионска за Илиев, спечелвайки всички стартове от националния рали шампионат, в които взема участие – (Ралитата „Стари столици“, „Траянови врата“, „България“, „Вида“, „Сливен“, „Юго рали“ – Сърбия). Представя се отлично в Европейския рали шампионат, побеждавайки в Рали „Миле Миля“ – Италия, става втори в Рали „Ина-Делта“ -
Хърватска и става трети в Рали „Упрес Рали“ – Белгия.
През 2007 г. печели Рали България с навигатор Янаки Янакиев, което е кръг от Европейския рали шампионат и става вторият българин печелил състезанието (след Илия Чубриков през 1971 г.).
През 2010 Отпада от Рали Траянови врата заради удар, вследствие на който чупи задна лява джанта, и екипа е принуден да прекрати участието си, за да не разбие напълно задното окачване на новия автомобил. Участва в Рали Хърватска, като по време на състезанието отново получава същия технически проблем, но този път се чупи задна дясна джанта.
През месец май печели Рали Вида, което е първата му победа през 2010 година, и първа победа с Шкодата.
През 2011 се състезава в Европейския рали шампионат и в Българския рали шампионат с автомобил Skoda Fabia S2000 Evo 2

### Европейски пистов шампионат GT3
През 2008 г. се състезава в Европейския пистов шампионат GT3, заедно с Пламен Кралев в отбора на „Кесъл Рейсинг“, Швейцария с автомобил Ферари.

## Титли
| Година | Титла                                                    | Кола                  |
| ------ | -------------------------------------------------------- | --------------------- |
| 1995   | Шампион на първа дивизия в българския раликрос шампионат | Голф МК2              |
| 2000   | Рали шампион на България                                 | Пежо 306 Макси        |
| 2000   | Носител на Източноевропейската купа на ФИА               | Пежо 306 Макси        |
| 2001   | Рали шампион на България                                 | Пежо 306 Макси        |
| 2001   | Носител на Източноевропейската купа на ФИА               | Пежо 306 Maxi         |
| 2004   | Национален рали шампион в клас N4                        | Мицубиши Лансер Ево 9 |
| 2006   | Рали шампион на България                                 | Мицубиши Лансер Ево 9 |
| 2007   | Рали шампион на България                                 | Мицубиши Лансер Ево 9 |
| 2008   | Рали шампион на България                                 | Мицубиши Лансер Ево 9 |
| 2010   | Вицешампион на рали на България                          | Шкода Фабия С2000     |
| 2011   | Рали шампион на България                                 | Шкода Фабия С2000     |
| 2012   | Рали шампион на България                                 | Шкода Фабия С2000     |

## Личен живот
Димитър Илиев е семеен с две деца.

## Любопитно
Димитър Илиев дава тласък на кариерата на талантливия млад пилот от Варна – Тодор Славов, дава му шанс като го обучава и му предава своя богат опит през 2003 година. По-късно Славов става част от тима на БУЛБЕТ и зад волана на състезателен автомобил Рено Клио R3 Maxi става шампион на България в клас А7 и има 19 победи за само 39 старта. През 2010 Славов достига до третото място в световния рали шампионат за млади пилоти. Славов обаче загива по време на рали Твърдица 2015 г., след състезателен инцидент.